# Carlos Gómez Herrera
Carlos Gómez Herrera (Marbella, España; 30 de abril de 1990) es un tenista español.
Gómez Herrera alcanzó el puesto 279 en el ranking ATP de dobles el 5 de abril de 2021; mientras que en individuales llegó al puesto 268 en el 7 de mayo de 2018.

## Títulos ATP (0; 0+0)

### Dobles (0)
| Leyenda                         |
| Grand Slam (0)                  |
| ATP Wourld Tour Finals (0)      |
| ATP Masters 1000 World Tour (0) |
| ATP World Tour 500 series (0)   |
| ATP World Tour 250 series (0)   |

#### Finalista (1)
| N.º | Fecha               | Torneo   | Superficie | Pareja         | Oponentes en la final          | Resultado |
| --- | ------------------- | -------- | ---------- | -------------- | ------------------------------ | --------- |
| 1.  | 26 de junio de 2021 | Mallorca | Hierba     | Novak Djokovic | Simone Bolelli Máximo González | w/o       |